# Ectatomma suzanae
Ectatomma suzanae är en myrart som beskrevs av Almeida 1986. Ectatomma suzanae ingår i släktet Ectatomma och familjen myror. Inga underarter finns listade i Catalogue of Life.